# کازوهیکو تانابه
کازوهیکو تانابه (انگلیسی: Kazuhiko Tanabe؛ زادهٔ ۳ ژوئن ۱۹۸۱) بازیکن فوتبال اهل ژاپن است.